# Meioneta floridana
Meioneta floridana là một loài nhện trong họ Linyphiidae.
Loài này thuộc chi Meioneta. Meioneta floridana được Richard C. Banks miêu tả năm 1896.